# José Luis Carranza
José Luis Carranza Vivanco (Lima, 8 de janeiro de 1964) é um ex-futebolista peruano que atuava como volante.

## Carreira
Conhecido por El Puma (O Puma), Carranza jogou toda sua carreira no Universitario, após jogar na Liga Regional de Rímac. Estreou profissionalmente em 1985, aos 21 anos, contra o Deportivo Los Espartanos. Em 19 anos como atleta profissional, o volante jogou 570 partidas pelo Universitario (recordista de jogos pela equipe), marcando 8 gols. 
Em 2004, aos 40 anos de idade, Carranza encerrou sua carreira após o jogo contra o César Vallejo, marcando um gol de pênalti. Sua despedida foi em abril de 2005, numa partida amistosa que reuniu ex-jogadores peruanos e um time de ex-astros do futebol sul-americano.
Em sua homenagem, o Universitario aposentou a camisa 22, usada por ele durante sua passagem pelos Cremas.

## Seleção Peruana
Na Seleção do Peru, El Puma disputou 55 jogos entre 1988 (estreou num amistoso contra o Paraguai) e 1997 (último jogo foi em novembro, também contra o Paraguai, desta vez pelas Eliminatórias Sul-Americanas para a Copa de 1998), marcando um gol. Jogou em 4 edições da Copa América (1989, 1991, 1994 e 1997).

## Links
- José Luis Carranza em National-Football-Teams.com